# Лугањано Вал д'Арда
Лугањано Вал д'Арда (итал. Lugagnano Val d'Arda) је насеље у Италији у округу Пјаченца, региону Емилија-Ромања.
Према процени из 2011. у насељу је живело 2994 становника. Насеље се налази на надморској висини од 231 м.

## Становништво
Према резултатима пописа становништва 2011. у општини је живело 4.155 становника.
| 1951. | 1961. | 1971. | 1981. | 1991. | 2001. | 2011. |
| ----- | ----- | ----- | ----- | ----- | ----- | ----- |
| 6.086 | 5.259 | 4.163 | 4.149 | 4.235 | 4.202 | 4.155 |